# Корисні копалини Ліберії
Корисні копалини Ліберії. 

## Загальна характеристика
Країна багата високосортними залізними рудами. Є родовища марганцю, бариту, золота, алмазів, кіаніту (табл.). Крім того, гірські породи країни перспективні на платину, нікель, марганець, уран і рутил, інші важкі мінерали в пляжних пісках.
Таблиця. — Основні корисні копалини Ліберії станом на 1998-1999 рр.
| Корисні копалини                       | Запаси       | Запаси   | Вміст корисного компоненту в рудах, % | Частка у світі, % |
| Корисні копалини                       | Підтверджені | Загальні | Вміст корисного компоненту в рудах, % | Частка у світі, % |
| Алмази, млн кар. -природних -ювелірних |              | 0,5 1    |                                       | 0,2               |
| Барит, тис. т                          | 1000         | 1800     | 89 (BaSO4)                            | 0,3               |
| Залізні руди, млн т                    | 900          | 1600     | 67 (Fe)                               | 0,5               |
| Золото, т                              |              | 5        | 1 г/т                                 |                   |

## Окремі види корисних копалин
Залізо. В горах Бонг (приблизно за 100 км до північного сходу від Монровії) є родовища залізняку, експлуатації яких сприяло спорудження магістральної дороги, що веде від узбережжя через уступ Репута в Ґвінею (розробку здійснює комбінат Бонґ). Родовища залізняку пов'язані з залізистими кварцитами супракрустальних комплексів архею. Вони утворюють пласти потужністю 30-60 м. Найбільший практичний інтерес являють залізні руди, утворені в процесі латеритизації залізистих кварцитів. Загальні запаси залізних руд 1,6 млрд т, підтверджені — 0,9 млрд т (1998). Серед найбільших — родовища Бі-Маунтін, Вологізі, Путу-Рейндж, Німба (800 млн т, вміст Fe 60-68 %).
Марганець. Прояви і невеликі родовища руд марганцю пов'язані з гондитами серій Сіманду і Біррім. Родовище Кінґсвілл характеризується низькоякісними рудами (Mn 17-20 %). На родовищі Маунт-Дітроу в антиклінальній структурі є розрізнені тіла корінних смугастих і стрічкових марганцевих руд довжиною 7-8 м і потужністю 3-4 м з вмістом Mn близько 50%. Попередньо оцінені запаси — 500 тис. т.
Золото. Більшість родовищ золота пов'язана з алювіальними відкладами. На сході знайдені золотоносні кварцові жили. Перспективні об'єкти: Weaju (200 тис. унцій), Gondoja, Soso Camp, Vaney Camp, Silver Hills, Benjeh (разом 800 тис. унцій) [Mining Annual Review 2002].
Барит. Родовища бариту в хребті Гібі представлені жилами високоякісного грубокристалічного бариту, який залягає в гнейсо-гранітах паралельно діабазовій дайці. Загальні запаси бариту 1,8 млн т, підтверджені — 1 млн т (1998). Вміст BaSO4 в баритових рудах 89 %.
Алмази. Розсипи алмазів відомі в басейнах рік Лоффа, Мано, Сент-Джон, Жіблунг, Бор та ін. У верхів'ях р. Лоффа виявлена кімберлітова трубка, на північному заході країни — декілька кімберлітових дайок. У 1969 потенційно багате родовище алмазів було виявлено в районі Катака на півночі від Монровії. Рентабельні ресурси країни оцінюються в 1,5 млн кар. (з них 1 млн кар. — ювелірних), потенційні — в 10 млн кар. (1998).
Інші корисні копалини. У країні відомі вияви ільменіту, хроміту, свинцю, міді, колумбіту, олова, графіту, слюди і корунду в метаморфічних породах архею, на узбережжі океану — прибережно-морські розсипи з мінералами рідкісноземельних елементів. Північніше м. Б'юкенен є велике родовище кіаніту. 
Континентальний шельф поділено на вісім дослідницьких блоків на нафту. ГРР дали позитивний результат [Mining Annual Review 2002].